# シノドス (会社)
株式会社シノドスは、日本のマスメディア会社。電子マガジン「αシノドス」を発行している。

## 概要
ニュースサイト「SYNODOS」の運営や、メールマガジンの発行、セミナーの開催などを行っている。荻上チキが編集長を務め、釘原直樹、北田暁大などが寄稿している。山下範久はシノドスで「グラスのなかの<帝国>」と題した講演を行った。
関連法人としてシノドス国際社会動向研究所がある。

## 出身者
- 飯田泰之[8]
- 山本ぽてと[9]